# Frank Belote
Frank Belote (Frank Vern Belote; * 8. Oktober 1883 in Burr Oak, Michigan; † 12. Oktober 1928 in Detroit) war ein US-amerikanischer Sprinter und Hochspringer.
Bei den Olympischen Spielen 1912 in Stockholm wurde er Fünfter über 100 m. Im Standhochsprung schied er in der Qualifikation aus, und in der 4-mal-100-Meter-Staffel wurde er mit der US-Mannschaft im Halbfinale disqualifiziert.

## Persönliche Bestzeiten
- 100 Yards: 10,0 s, 15. Oktober 1910, New Orleans
- 100 m: 11,0 s, 6. Juli 1912, Stockholm